# Чемпіонат України з футзалу серед жінок 2009—2010
Чемпіонат України з футзалу серед жінок 2009—2010 — 16-й чемпіонат України, в якому переможцем стала коцюбинська «Біличанка-НПУ» під керівництвом В. В. Колтка.

## Учасники
Порівняно з попереднім чемпіонатом команд стало менше, а саме 7. Тільки була представлена північна, центральна, східна і західна Україна.
| - «Біличанка-НПУ» (смт. Коцюбинське, Київська область) - «IMS» (Черкаси) - «Ковельчанка» (м. Ковель, Волинська область) - «Ніка-ПНПУ» (Полтава) | - «НУХТ-Атекс» (Київ) - «Олімпік» (Дніпропетровськ) - «Спарта К» (Київ) |

## Регіональний розподіл
| Регіон                   | Кіл-ть команд | Команди              |
| ------------------------ | ------------- | -------------------- |
| Київ                     | 2             | Спарта К, НУХТ-Атекс |
| Волинська область        | 1             | Ковельчанка          |
| Дніпропетровська область | 1             | Олімпік              |
| Київська область         | 1             | Біличанка-НПУ        |
| Полтавська область       | 1             | Ніка-ПНПУ            |
| Черкаська область        | 1             | IMS                  |

## Підсумкова таблиця
| М | Команда                     | І  | В  | Н | П  | РМ     | О  |
| - | --------------------------- | -- | -- | - | -- | ------ | -- |
|   | «Біличанка-НПУ» Коцюбинське | 17 | 15 | 1 | 1  | 150−41 | 46 |
|   | «Олімпік» Дніпропетровськ   | 17 | 11 | 2 | 4  | 92−72  | 35 |
|   | «Спарта К» Київ             | 17 | 10 | 0 | 7  | 86−66  | 30 |
| 4 | «IMS» Черкаси               | 17 | 6  | 1 | 10 | 46−92  | 19 |
| 5 | «Ніка-ПНПУ» Полтава         | 17 | 5  | 2 | 10 | 70−73  | 17 |
| 6 | «НУХТ-Атекс» Київ           | 17 | 5  | 1 | 11 | 50−98  | 16 |
| 7 | «Ковельчанка» Ковель        | 12 | 1  | 1 | 10 | 18−70  | 4  |